# Haji Mohammad Chamkani
Haji Mohammad Chamkani (Paktia, 1947 – Kabul, 2012) è stato un politico afghano, presidente della repubblica democratica dell'afghanistan durante l'occupazione sovietica dal 24 novembre 1986 al 30 settembre 1987, precedentemente era stato vicepresidente sotto la presidenza di Babrak Karmal.